# Кабардино-черкезки език
Кабардино-черкезки е език на кабардинци и черкези, официален в републиките Кабардино-Балкария и Карачаево-Черкезия в Руската федерация.
Разпространен е още в Турция, Сирия и Йордания. Спада към адигейските езици, които са част от абхазо-адигейските езици към кавказкото езиково семейство.